# Luigi Bombicci
Luigi Bombicci (Siena, 11 luglio 1833 – Bologna, 17 maggio 1903) è stato un mineralogista e museologo italiano.

## Biografia
Figlio di Tito e dalla Contessa Bulgarini, a 15 anni, nel 1848, si iscrisse all'Università di Pisa, dove conseguì il baccellierato in Matematiche il 26 giugno 1850. Tre anni più tardi si laureò in Scienze Naturali con pieni voti. Il suo curriculum accademico si completò nel 1857, quando si diplomò in Magistero alla Scuola Normale Superiore di Pisa, ottenendo nuovamente pieni voti e anche la lode.
Il suo maestro principale fu Giuseppe Meneghini, docente di Mineralogia e Geologia, cattedra presso la quale Bombicci venne nominato assistente il 16 ottobre del 1858, venendo confermato l'anno successivo. Ma la sua attività didattica non si fermò all'ambito accademico, essendo nominato anche professore di Storia naturale presso il Liceo di Pisa, nel novembre del 1860.
La sua permanenza a Pisa si interruppe molto presto, poiché il 5 dicembre 1861 venne chiamato a ricoprire la neonata cattedra di Mineralogia all'Università di Bologna, carica di cui viene investito ufficialmente il 30 gennaio seguente. Alla docenza fu associata anche la carica di direttore e curatore del Museo di Mineralogia annesso all'Istituto nel quale avrebbe insegnato. A 27 anni circa, nel 1862, Luigi Bombicci si trovò a essere docente ordinario e direttore del Museo di Mineralogia, attività che svolse nei 41 anni successivi. A queste cariche
si aggiunsero l'insegnamento di Geologia applicata presso la Scuola di Applicazione degli Ingegneri di Bologna (a partire dall'11 ottobre 1877 per 23 anni consecutivi), brevi periodi di presidenza della facoltà (nel 1874 e nel 1896) e la direzione della Scuola Universitaria di Magistero (dal 1880 al 1886).
A Bologna si sentì legatissimo, considerando la città “come sua seconda patria”, mettendosi a disposizione della collettività, ricoprendo per molti anni ruoli pubblici più o meno importanti. In particolare, fu Presidente della Giunta Provinciale per i materiali edilizi del territorio bolognese dal 1872 al 1878, membro della Commissione per le biblioteche e musei del Municipio di Bologna, consigliere provinciale e comunale, consigliere provinciale scolastico. Inoltre, non si deve dimenticare la sua affiliazione alla locale sezione del Club Alpino Italiano, di cui fu anche presidente per un breve periodo.
Per conto della Società degli insegnanti di Bologna realizò un originale Museo Didattico Circolante con apposite guide per gli insegnanti ispirate al metodo del positivismo pedagogico e didattico, promosse inoltre l'istituzione del ricreatorio laico e pubblicò numerosi scritti su questioni scolastiche. In generale, i suoi interessi extrascientifici erano principalmente diretti alla scuola, come luogo privilegiato per l'educazione dei ragazzi, e alla montagna, passione sicuramente molto utile anche alla sua professione e che culminò nella coordinazione di una monumentale opera, intitolata L'Appennino bolognese. Descrizione itinerari, composta di 887 pagine e contenente numerose illustrazioni e tavole, stilate da Bombicci stesso.
Il 15 marzo 1889 fu affiliato col grado di  Maestro nella loggia Otto Agosto di Bologna, appartenente al Grande Oriente d'Italia. 

### Il lavoro scientifico

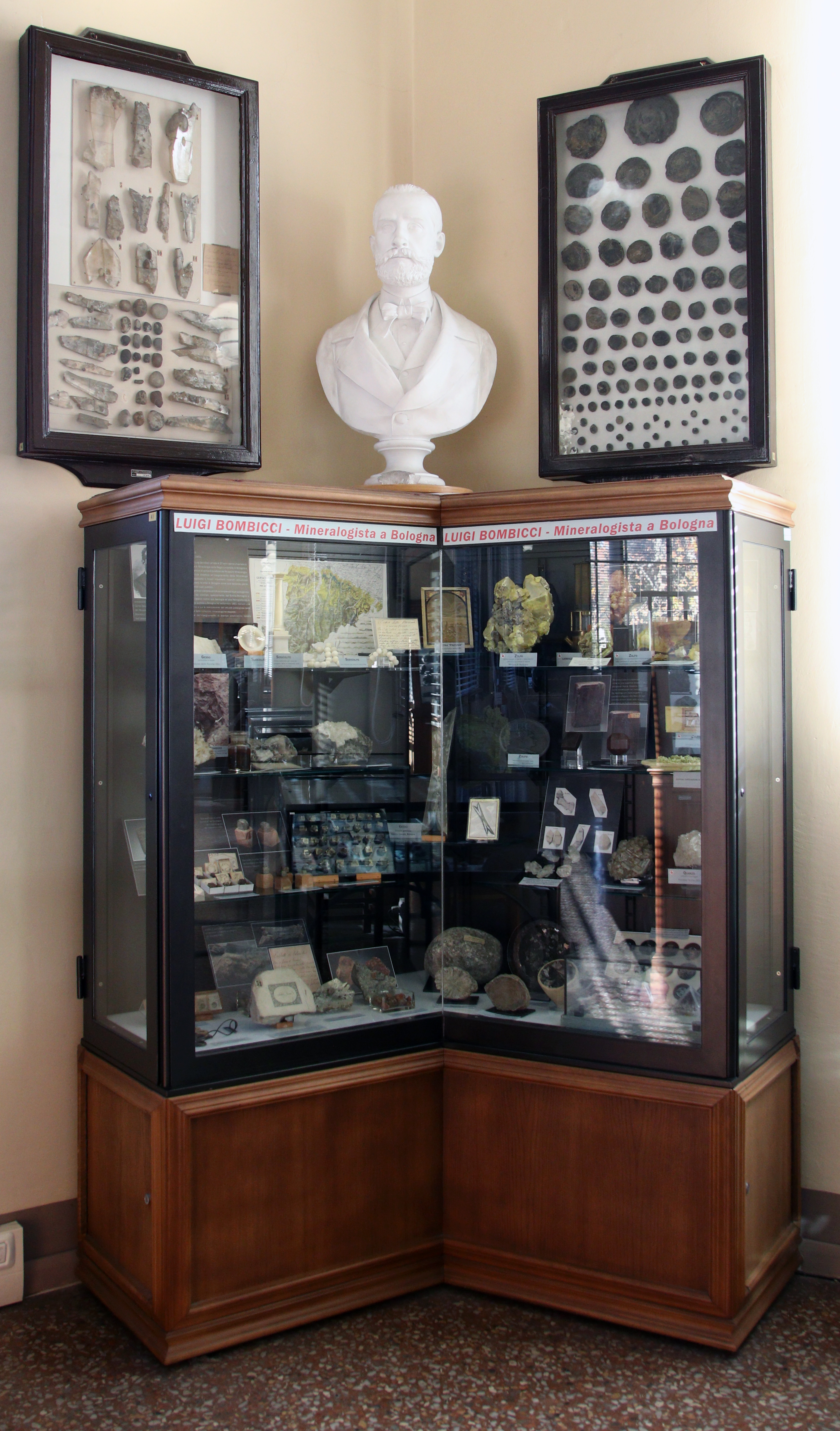
Teca di Bombicci al Museo di mineralogia

Se la mole di lavoro sopportata da Bombicci (oltre 200 opere date alle stampe, oltre alla catalogazione del museo e il suo continuo ampliamento) impressiona colui che si avvicina a questo personaggio, la varietà dei temi trattati, invece, induce a pensare ad una concezione enciclopedica del sapere in cui “l'attività di docente, ricercatore, museologo e divulgatore erano tutt'uno, intimamente fuse, in armonia del resto con la cultura delle Scienze Naturali (e della Mineralogia tra queste) del suo tempo, così come Museo ed Istituto erano veramente un tutto inscindibile”, come sottolinea Claudio D'Amico, a sua volta direttore del Museo di Mineralogia di Bologna. Bombicci, infatti, trattò indifferentemente dell'associazione poligenica dei minerali, della formazione delle montagne piuttosto che dei terremoti, dell'organizzazione scolastica o di argomenti artistici o della pratica sociale.
Tutti i rami della sua attività erano connessi, in modo più o meno diretto, gli uni con gli altri, senza nessun'apparente forzatura. Per esempio, se Bombicci lamentava la scarsa predisposizione degli italiani a divenire dei buoni naturalisti, egli attribuiva parte di questa responsabilità anche al modo assolutamente inadeguato con cui le scienze naturali venivano insegnate nelle scuole, sia elementari, sia di livello superiore: “io credo che una spiegazione della scarsità in Italia dei naturalisti possa trovarsi nella nausea di zoologia, di botanica, di mineralogia che si prova da ragazzi, quando si è costretti ad avere dinanzi agli occhi, per più anni, come incubi diurni, le figure affollate in quelli schemi ingialliti e verniciati dell'arca di Noè” (da una sua conferenza).
Tale ordine di considerazioni, applicato alle opere strettamente scientifiche, assume una rilevanza particolare. Bombicci, sebbene docente di Mineralogia, trattò anche argomenti riguardanti altre discipline, come la litologia, la geologia, la fisica terrestre. Si potrebbe anche aggiungere che le digressioni sulla fisica dei passaggi di stato della materia sono un ambito di indagine tipico della chimica, ma Bombicci considera necessaria la conoscenza di quei fenomeni da parte del lettore per comprendere le sue teorie sulla poligenesi dei minerali. Il corpus delle sue opere scientifiche appare, quindi, caratterizzato da una certa interdisciplinarità, legata indissolubilmente ad una visione unitaria della scienza, visione che emerge nelle applicazioni scientifiche: un ingegnere che deve realizzare un certo progetto dovrà certo conoscere la fisica statica e la matematica, ma non potrà prescindere da conoscenze dei materiali da costruzione o da indagini sul terreno su cui il progetto sarà realizzato, ovvero dalla conoscenza delle discipline legate alle scienze della terra.